# Nota de 50 euros
A nota de cinquenta euros (€50) é uma das notas de euro de valor intermédio, em uso desde a introdução do euro na sua forma física em 2002. A nota é usada por 332 milhões de pessoas nos 22 países que têm o euro como moeda única (adotada legalmente em 20 deles).
É a quarta menor nota, medindo 140x77mm, e tem por base um padrão de cores laranja. As notas de cinquenta euros retratam pontes e arcos/portais em arquitetura renascentista (entre os séculos XV e XVI).
A nota de cinquenta euros contém inúmeros e complexos mecanismos de segurança, tais como marcas d'água, tinta invisível, hologramas e microimpressões que fazem prova da sua autenticidade. Em setembro de 2011, havia cerca de 5 699 719 400 (cinco bilhões, seiscentos e noventa e nove milhões, setecentos e dezenove mil e quatrocentas) notas de cinquenta euros em circulação em toda a Zona Euro.

## Informação legal
A nota de cinquenta euros é usada diariamente por cerca de 332 milhões de europeus e nos 22 países que têm o euro como moeda única (adotada legalmente em 20 deles). Segundo a legislação, tanto o Banco Central Europeu quanto os bancos centrais dos países da Zona Euro têm o direito de emitir as sete diferentes notas de euro. Na prática, apenas os bancos centrais nacionais da zona euro emitem e retiram fisicamente as notas de euro. O Banco Central Europeu não tem um caixa e não está involvido em quaisquer operações de tesouraria.

## História

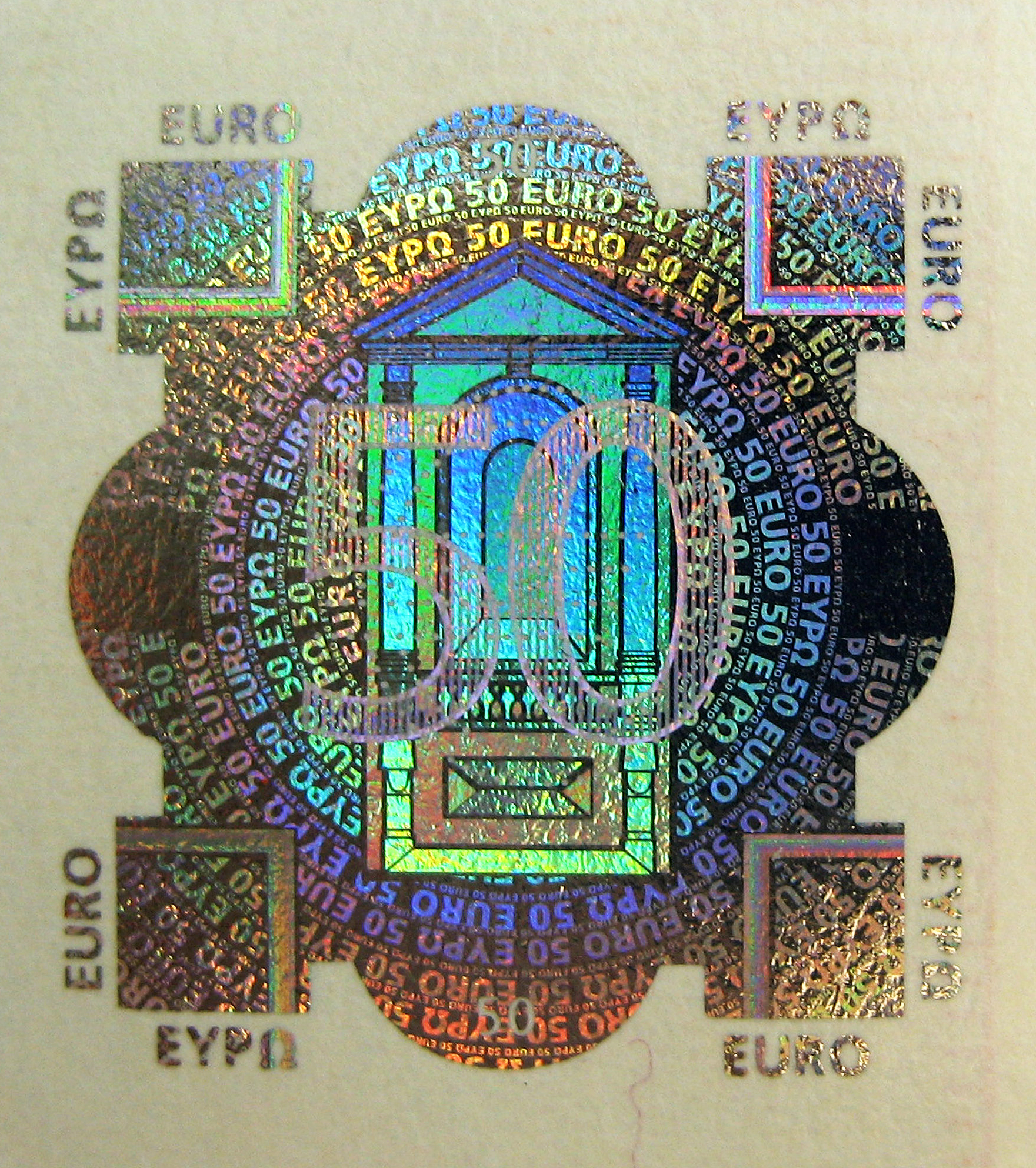
Holograma em uma nota de 50 euros

### Antes da introdução
O euro foi implementado em 1 de janeiro de 1999, data em que se tornou a moeda única de mais de 300 milhões de pessoas na Europa. Durante os primeiros três anos de sua existência, o euro foi uma moeda invisível, usada apenas para efeitos de contabilidade. O euro em espécime só foi introduzido em 1 de janeiro de 2002, data em que substituiu as notas e moedas de 12 países da Zona Euro, como, por exemplo, o franco francês e a dracma grega.

### Depois da introdução
O período de transição durante o qual as antigas notas e moedas puderam ser trocadas pelas do euro durou cerca de dois meses, até 28 de fevereiro de 2002. A data oficial em que as moedas nacionais deixaram de ter validade legal variou de estado-membro para estado-membro. O prazo mais alargado ocorreu na Alemanha, onde o marco deixou oficialmente de ter validade legal em 31 de dezembro de 2001, embora o período de troca tenha durado mais dois meses. Mesmo depois de as antigas moedas deixarem de ter valor legal, elas continuaram a ser aceitas pelos bancos centrais nacionais por prazos que variam entre dez anos e de forma permanente.

## Desenho
A nota de cinquenta euros é a quarta nota mais pequena, medindo 140x77mm, e tem por base um padrão de cores laranja. Todas as notas retratam pontes e arcos/portais em diferentes estilos arquitetónicos europeus; a nota de cinquenta euros exibe a arquitetura renascentista (entre os séculos XV e XVI). Embora a proposta inicial de Robert Kalina tivesse a intenção de representar monumentos reais, razões de ordem política levaram a que tivessem sido desenhados exemplos meramente hipotéticos de arquitetura.
Como todas as notas de euro, ela contém a denominação, a bandeira da União Europeia, a assinatura do presidente do BCE, as iniciais do banco em diferentes idiomas da UE, uma representação do território da UE incluindo os territórios ultramarinos, as estrelas da bandeira da UE e os doze mecanismos de segurança listados abaixo.

### Mecanismos de segurança

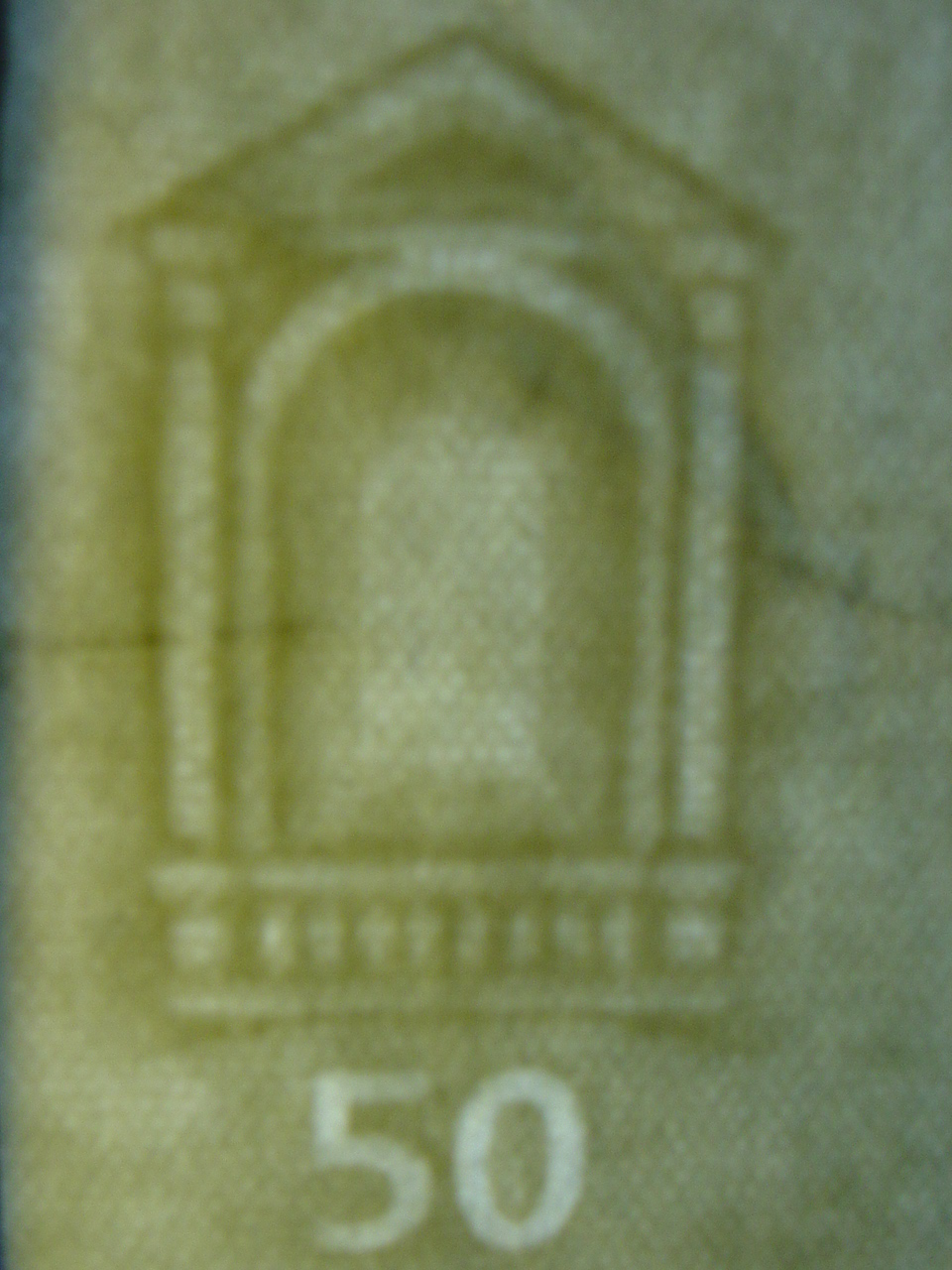
A marca d'água na nota de 50 euros

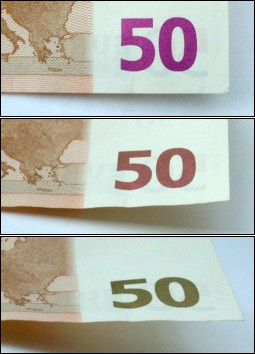
Tinta que muda de cor na nota

A nota de cinquenta euros contém os seguintes mecanismos de segurança:
- Tinta opticamente variável[1]: usada no numeral localizado no reverso da nota, que aparece para mudar a cor de roxo para marrom, quando a nota é inclinada;[11]
- Ver através do número[1]: impresso nos cantos superiores da nota, em ambos os lados, parece para combinar perfeitamente para formar o número do valor quando segurado contra a luz;[12]
- Um holograma:[1] incline a nota e pode ver a imagem do holograma entre o valor e uma janela ou portal, mas ao fundo, pode-se ver círculos concêntricos de microletras coloridos como arco-íris movendo-se do centro para as bordas do fragmento;[11] Tinta que muda de cor na nota
- A constelação EURion:[1] a constelação EURion é um modelo de símbolos encontrados em um número de nota desenhados em todo o mundo desde 1996. É adicionado para ajudar um software a detectar a presença de uma nota em uma imagem digital;[1]
- Marcas d'água:[2] aparece quando a nota está contra a luz;
- Impressão em relevo:[2] métodos especiais de impressão faz a tinta parecer sobrelevada ou mais espessa na imagem principal, na inscrição e nos números do valor na frente das notas. De modo a sentir a impressão em relevo, passe seu dedo sobre ela ou arranhe suavemente com a unha;[13]
- Tinta invisível:[2] Sob luz ultravioleta, o papel em si não deve brilhar, as fibras incorporadas no papel devem aparecer, e devem ser de cor vermelha, azul e verde, a bandeira da União Europeia parece verde e tem estrelas alaranjadas, a assinatura do presidente do BCE fica verde, as estrelas grandes e os círculos pequenos na frente brilham, e o mapa europeu, uma ponte e o número do valor da nota na parte de trás aparecem em amarelo;[14]
- Microimpressão:[2] Em numerosas áreas das notas pode-se ver microimpressões, por exemplo, dentro do "ΕΥΡΩ" (EURO em caracteres gregos) no anverso. Precisa-se de uma lupa para vê-la. O texto minúsculo é nítido, e não borrado;[14]
- Uma faixa de segurança:[2] A faixa de segurança está incorporada no papel da nota. Segure a nota contra a luz — a faixa aparecerá como uma linha escura. A palavra "EURO" e o valor podem ser vistos em letras minúsculas na faixa;[12]
- Perfurações:[2] Segure a nota contra a luz. Você deverá ver perfurações no holograma que irá formar o símbolo €. Você deverá ver também pequenos números mostrando o valor;[12]
- Uma superfície emaranhada:[2] o papel da nota é feito de algodão puro, que se sente fresco e resistente, e não flácido e ceroso;[13]
- Códigos de barra;[2]
- Um número de série,[2] como em toda nota.

## Circulação
Em setembro de 2011, havia aproximadamente 5.699.719.400 (cinco bilhões, seiscentos e noventa e nove milhões, setecentos e dezenove mil e quatrocentas) notas de €50 em circulação por toda a Zona Euro. O que soma aproximadamente €284.985.969.600 em notas de €50. A nota de 50 euros é a mais usada. O Banco Central Europeu está a acompanhar atentamente a circulação e o estoque de moedas e notas de euro. É uma tarefa do Eurosystem assegurar uma oferta eficiente e harmoniosa de notas e manter sua integridade por toda a área do euro.

## Rastreamento
Existem várias comunidades de pessoas a nível europeu que, como um hobby, mantêm o controle das notas que passam por suas mãos, e sabem por onde elas viajaram usando o EuroBillTracker. O objetivo é registrar tantas notas quanto possível, a fim de saber detalhes sobre sua propagação, como de onde e para onde viajam em geral, segui-las, como onde uma nota foi vista em particular, e gerar estatísticas e rankings, por exemplo, em quais países há mais notas. EuroBillTracker registrou mais de 96 milhões de notas em outubro de 2011, no valor de mais de €1,876 bilhões.